# Ki-67 (蛋白質)
Ki-67（MKI67）是一種由人MKI67基因編碼的蛋白質。該蛋白與細胞的增殖密切相關，在有絲分裂期以及分裂間期的細胞（G1、S、G2、M期）中都能檢出Ki-67蛋白，有絲分裂停止的細胞（G0期）中則無Ki-67蛋白質存在。另外，研究發現使Ki-67失活可以抑制rRNA的合成，提示Ki-67蛋白與rRNA（核糖體RNA）的轉錄密切相關。

## 外部連結
- 醫學主題詞表（MeSH）：Ki-67+Antigen